# Women's National Basketball League
Women's National Basketball League (WBL) är en professionell damliga i basket i Australien. Första uppkastet skedde 1981, och ligan är damernas svar på National Basketball League. Säsongen löper numera från oktober och fram till ungefär månadsskiftet till mars, då den stora finalen spelas.

### Fotnoter
1. ↑  ”History of the WNBL” (på engelska). Women's National Basketball League. http://wnbl.com.au/?s=history. Läst 8 november 2015.